# Daniłowo-Parcele
Daniłowo-Parcele (prononciation : [daniˈwɔvɔ parˈt͡sɛlɛ]) est un village polonais de la gmina de Małkinia Górna dans le powiat d'Ostrów Mazowiecka de la voïvodie de Mazovie dans le centre-est de la Pologne.

## Histoire
De 1975 à 1998, le village appartenait administrativement à le powiat d'Ostrów dans la voïvodie d'Ostrołęka.